# DaShaun Wood
DaShaun Wood, né le 29 septembre 1985 à Détroit, dans le Michigan, est un joueur américain de basket-ball. Il évolue au poste de meneur.

## Biographie
Wood rejoint le championnat d'Allemagne et les Francfort Skyliners en 2010. Dès sa première saison, il est élu meilleur joueur du championnat (il en est aussi le meilleur marqueur avec en moyenne 19 points par rencontre, meilleur joueur offensif et membre de l'équipe-type du championnat). Il rejoint ensuite l'ALBA Berlin. Wood est élu meilleur joueur offensif de la saison 2011-2012 et fait partie de la meilleure équipe-type de la compétition. La saison suivante, il remporte la coupe d'Allemagne 2012-2013 avec le club.
En juin 2013, Wood signe un contrat d'un an avec Le Mans SB.
Wood se fracture la main droite début décembre 2013 et Le Mans Sarthe Basket fait appel à Torey Thomas pour le remplacer pendant 6 semaines.
En octobre 2015, il est annoncé que Wood s’engage avec le Limoges CSP pour la saison 2015-2016 mais le joueur ne rejoint pas l'effectif. En janvier 2016, il rejoint le Cholet Basket.
Le 2 septembre 2016, Wood s'engage avec le Limoges CSP pour la saison 2016-2017. L'année suivante, il descend d'une division pour signer au SLUC Nancy tout juste relégué en Pro B mais ne dispute aucune rencontre avec le club.

## Clubs successifs
- 2007-2008 :  Pallacanestro Cantù (LegA)
- 2008-2009 :  Pallacanestro Trévise (LegA)
- 2009-2010 : n'a pas joué
- 2010-2011 :  Francfort Skyliners (BBL)
- 2011-2013 :  Alba Berlin (BBL)
- 2013-2014 :  Le Mans SB (Pro A)
- 2014-2015 :  Tofaş Bursa (TBL)
- 2015-2016 :  Cholet Basket (Pro A)
- 2016-2017 :  Limoges CSP (Pro A)

## Palmarès

### En club
- Vainqueur de la Leaders Cup 2014 avec Le Mans SB
- Vainqueur de la Coupe d'Allemagne de basket-ball 2013 (Alba Berlin)